# Tropiocolotes nubicus
Tropiocolotes nubicus là một loài thằn lằn trong họ Gekkonidae. Loài này được Baha El Din miêu tả khoa học đầu tiên năm 1999.